# KAI LAH-1 Miron
KAI LAH-1 Miron je víceúčelový lehký bitevní vrtulník vyvinutý jihokorejskou společností Korea Aerospace Industries na základě evropského vrtulníku Airbus Helicopters H155. Vyvinut byl pod označením LAH (Light Attack Helicopter). V říjnu 2024 vrtulník LAH-1 dostal jméno Miron. Mezi jeho úkoly budou patřit útočné mise, poskytování blízké podpory, nebo přeprava výsadku. Zařazení vrtulníku do služby je plánováno na rok 2023.

## Vývoj

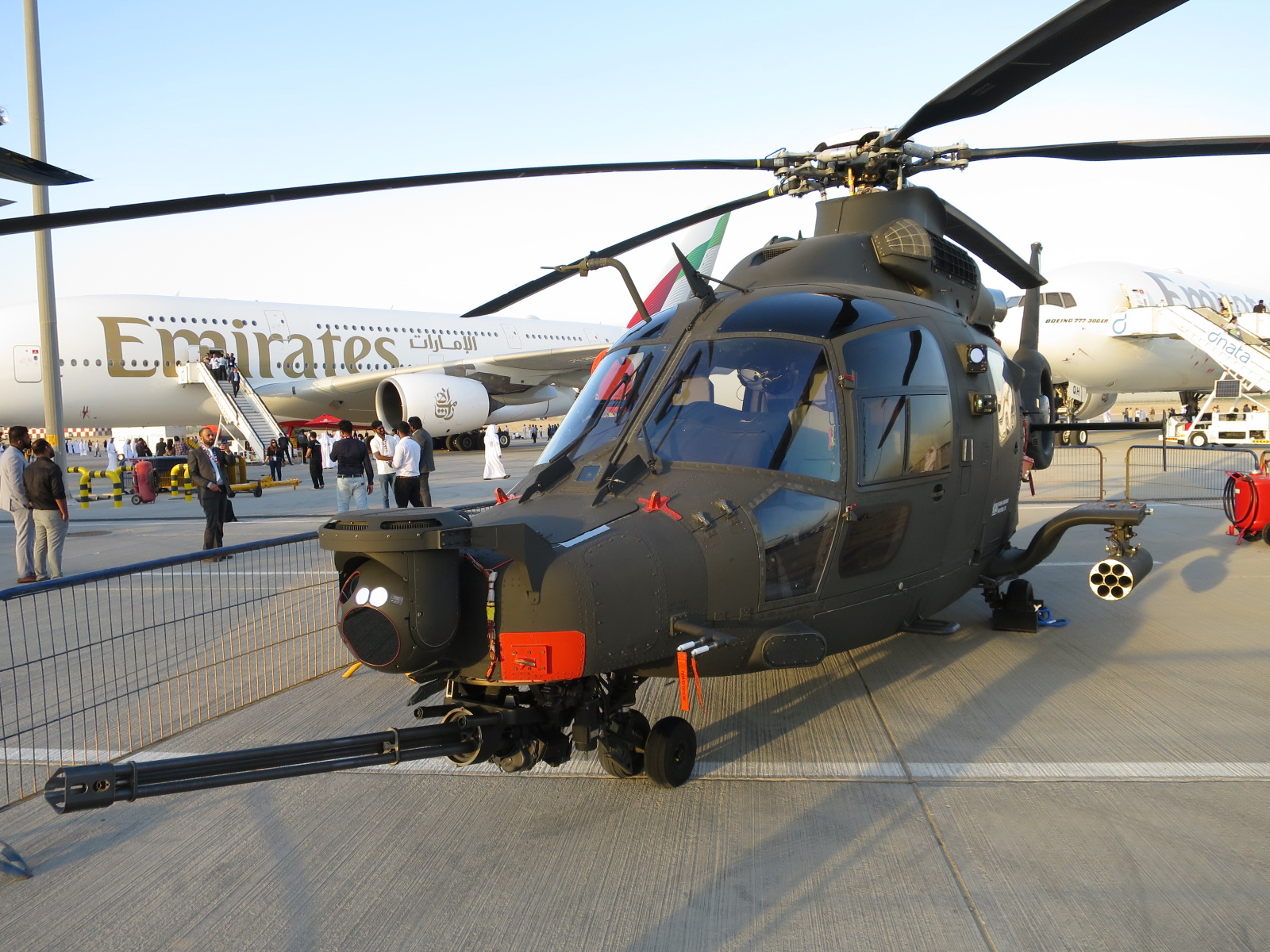
Prototyp KAI LAH-1 na velerthu v Dubaji v roce 2023

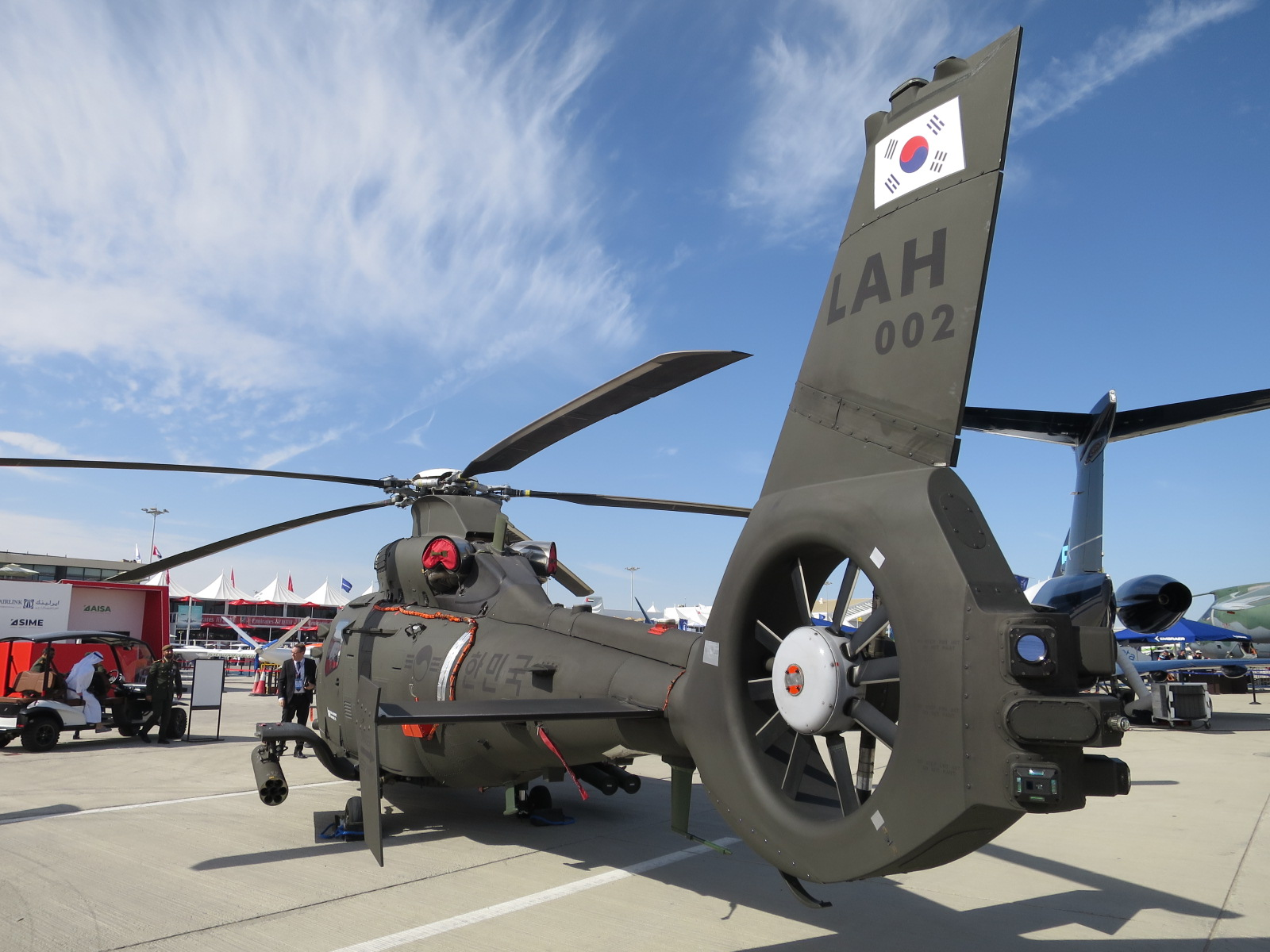
Prototyp KAI LAH-1 na velerthu v Dubaji v roce 2023

Vrtulník je vyvíjen pro jihokorejské pozemní síly, které plánují získat 214 vrtulníků jako náhradu za stávající bojové stroje AH-1J/S Cobra a MD-500 Defender. V roce 2014 byl za dodavatele vrtulníku vybrán jihokorejský výrobce KAI. V březnu následujícího roku bylo rozhodnuto, že KAI vrtulník vyvine na základě licenčního evropského typu Airbus Helicopters H155 (nabídne rovněž civilní verzi vrtulníku H155 označenou LCH - Light Civil Helicopter). Vývoj vrtulníku byl zahájen v červnu 2015. Slavnostní roll-out prototypu proběhl 18. prosince 2018. První pozemní motorová zkouška proběhla v dubnu 2019. První let prototypu proběhl dne 4. července 2019 na továrním letišti v Sačchonu.
V prosinci 2022 byla prostřednictvím úřadu Defense Acquisition Program Administration (DAPA) objednána výroba prvních deseti sériových vrtulníků LAH-1. Další série vrtulníků LAH-1 byla objednána v prosinci 2023. První dva dokončené vrtulníky byly jihokorejské vládě předány 26. prosince 2024 v závodě v Sačchonu.

## Konstrukce
Dvojčlenná posádka využívá tzv. skleněný kokpit s velkými LCD obrazovkami. Hlavní senzor je umístěný v přídi. Obsahuje optický a infračervený kanál. Pod přídí je umístěn pohyblivý 20mm kanón. Další řízenou i neřízenou výzbroj je možné podvěsit na čtyři závěsníky pod pomocnými křídly. Ve výzbroji budou například neřízené rakety a protitankové řízené střely. Vrtulník má pětilistý hlavní rotor, přičemž ocasní rotor je proveden jako Fenestron. Je poháněn dvěma turbohřídelovými motory Safran Arriel 2L2, každý o výkonu 1024 hp. Tato nejvýkonnější verze motoru Arriel je vyvíjena společně společnostmi Safran a Hanwha Techwin. Bude vybaven systémem digitálního řízení leteckých motorů FADEC (Full Authority Digital Engine Control).

## Specifikace
Data podle:

### Technické údaje
- Posádka: 2
- Užitečná zátěž:
- Délka: 14,3 m
- Délka trupu:
- Výška: 4,3 m
- Průměr nosného rotoru: 12,6 m
- Prázdná hmotnost:
- Maximální vzletová hmotnost: 4900 kg
- Pohonná jednotka: 2× turbohřídelový motor Safran Arriel 2L2, každý o výkonu 1024 hp

### Výkony
- Maximální rychlost: 324 km/h[4]
- Cestovní rychlost:  km/h
- Stoupavost:  m/s
- Dynamický dostup:  m
- Dolet: 905 km[4]